# Monopteros (windturbine)

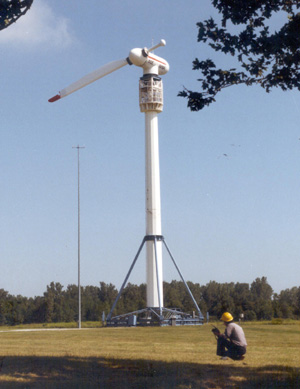
Testopstelling van Nasa in 1985 (USA)

De Monopteros (van het griekse mónos = een, alleen; pterón = vleugel) betreft een door de firma Messerschmitt-Bölkow-Blohm (MBB) ontwikkelde windturbine voor stroomopwekking, met slechts één, bij de tot nu toe gebouwde installaties aan de lijzijde draaiend, rotorblad met aan de tegenzijde een relatief klein contragewicht.

## Eigenschappen
Ondanks het geringe succes van de Monopteros-turbine zijn er conceptuele voordelen van deze snellopende turbines:
- het eigen gewicht van de rotor ligt onder die van een drie- of meerbladige rotors.
- eenbladige windturbines hebben een tip speed ratio van tot 15. Met de hoge tip speed ratio zijn kleinere, lichtere, direct-drive generatoren met eenzelfde energiebenutting te realiseren.
- de productiekosten voor maar één rotorblad is minder dan voor drie (of andere aantallen rotorbladen).

Zwaarwegende nadelen zijn:
- de tijdens een rotoromwenteling in het lager rondlopende plek van de lastopname
- de lastwisseling bij doorgang van het rotorblad door de mastschaduw
- zeer hoge dynamische lagerbelastingen
- zeer hoge geluidsemissies

## Toepassingen

### USA
Van september tot november 1985 werd op een door NASA en US-Ministerie van Energie gerunde testopstelling een enkelbladige rotor getest. Het blad had een lengte van 15,2 m en werd met een stalen contragewicht uitgebalanceerd. De rotor was gelagerd op een schommelnaaf. De turbine draaide met 49 omwentelingen per minuut. Daarbij werd eerst de eerste eigenfrequentie van de mast doorlopen. De turbine had een vermogen van 200 kW en een naafhoogte van 38 m. De afstelling gebeurde met een draaibare bladpunt. Aan dezelfde turbine werden ook tweebladige rotoren gemonteerd, die met een toerental van 33 omwentelingen/minuut draaide, met dezelfde bladlengte en dezelfde aerodynamische eigenschappen.

### Duitsland
- Cappel

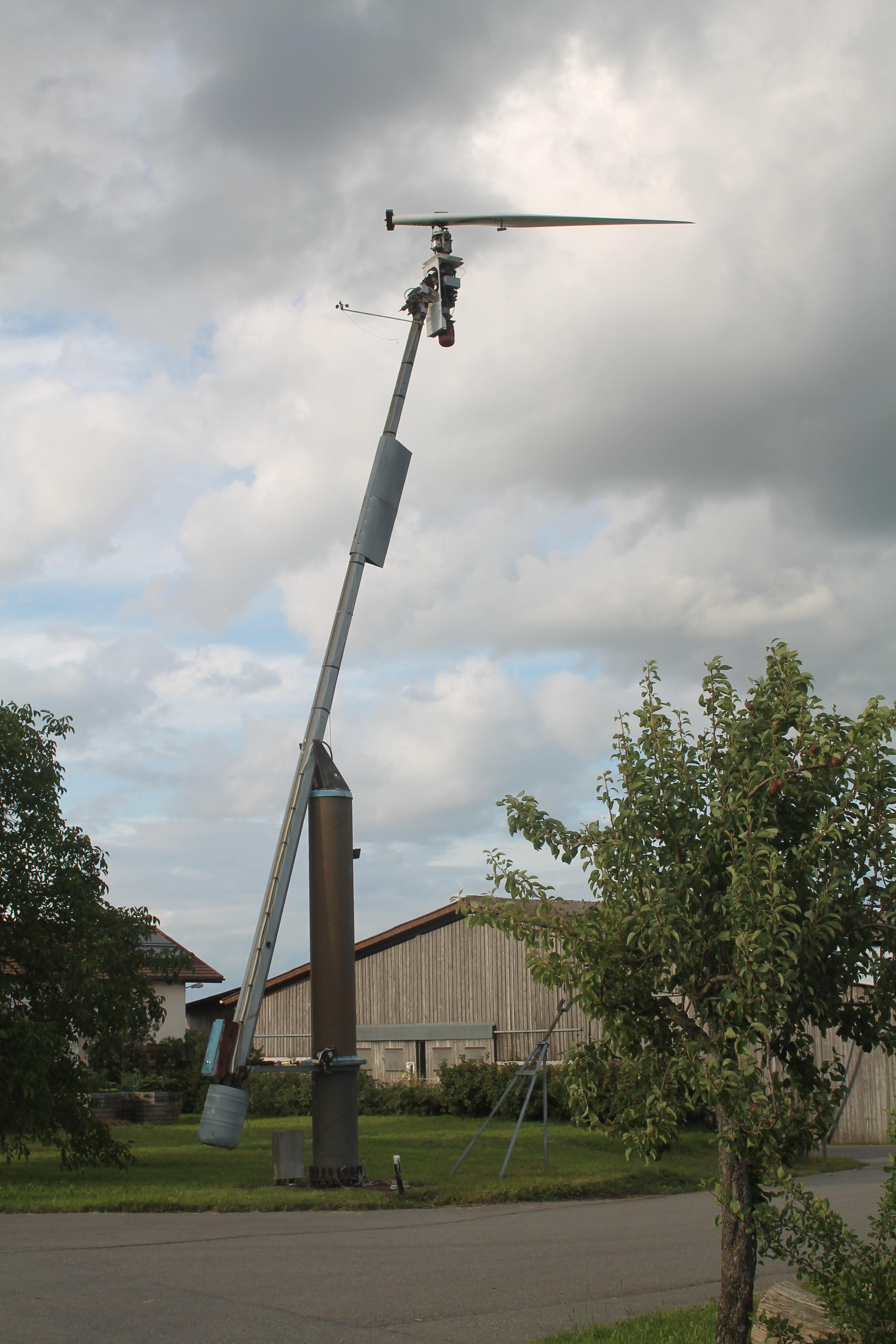
Enkelbladige windturbine in Wurmberg (D)

In Cappel-Neufeld (Landkreis Cuxhaven) waren in augustus 1988 vijftien enkelbladige turbines van 30-kW van de firma Messerschmitt-Bölkow-Blohm (MBB) onderdeel van een pilotproject in het Windpark Cuxhaven. Ze hadden echter niet de door de toenmalige exploitant Überlandwerk Nord-Hannover, nu EWE_AG, gegarandeerde opbrengst. In plaats van, zoals toegezegd, 1 GWh stroom per jaar op te wekken, stonden de turbines bijna de helft van de vier jaren stil. De prijs bedroeg toentertijd omgerekend 45.000 Euro per stuk. Ze werden eind augustus 1992, na vier jaar in bedrijf te zijn geweest, weer gedemonteerd, omdat enkele technische problemen niet op te lossen waren. Dichtbij stonden tien driebladige turbines van concurrent Enercon. Deze maakten deel uit van hetzelfde pilotproject. Hun stuksprijs bedroeg omgerekend 70.000 euro. Met een vermogen van elk 55 kW leverden ze per jaar 150 MWh (totaal 1,5 GWh).
- Wilhelmshaven

Op het proefveld van het Deutsches Windenergie-Institut, het Jade-Windpark bij Wilhelmshaven werden in 1989 drie turbines van het type Monopteros 50 met elk 640 kW vermogen opgesteld. De turbines hadden een bladlengte van 28 m en een naafhoogte van 60 m. Op grond van de inherente sterke lastwisselingen en de laagfrequente geluidsemissies kon deze bouwvorm niet tot een doorbraak leiden. Een ander probleem was dat er resonantieverschijnselen optraden omdat, bij het opstarten en bij het weer minderen van de wind, de eigenfrequentie van de toren werd doorlopen. De turbines werden op grond van de toenmalige technische tekortkomingen gedemonteerd.
- Bremerhaven

In het noorden van Bremerhaven ontstond er nog een. De turbine werd door een storm beschadigd, omdat het blad sterk uitweek en de punt door een tuidraad van de toren werd afgesneden. Een reparatie was te duur en de turbine werd later eveneens gedemonteerd.
- Wurmberg

Op een boerderij ten zuiden van Wurmberg staat een enkelbladige windturbine met een naafhoogte van 13,7 meter en een vermogen van 5 kW. Het rotorblad is 4 meter lang..

### Spanje
De spaanse firma ADES ontwikkelde in 2009 een enkelbladige windturbine (lij-loper). Ze plant de bouw van kleinere prototypes van 100 kW en 250 kW en vervolgens een grote turbine van 1,3 MW.
aerotecture-windturbine ·
cycloturbine ·
Darrieus-windturbine ·
giromill ·
horizontaleaswindturbine ·
Quietrevolution-windturbine ·
tonmolen ·
Savonius-windturbine ·
Turby-windturbine ·
verticaleaswindturbine ·
Windstar-turbine

Verwant: Windmolen